# Яскино (Междуреченский район)
Яскино — деревня в Междуреченском районе Вологодской области.
Входит в состав Старосельского сельского поселения, с точки зрения административно-территориального деления — в Старосельский сельсовет.
Расстояние по автодороге до районного центра Шуйского — 34 км, до центра муниципального образования Старого — 0,5 км. Ближайшие населённые пункты — Новое, Змейцыно, Старое.
По переписи 2002 года население — 11 человек.